# No/Way
No/Way è il singolo di debutto del rapper Zoda, pubblicato il 27 novembre 2016.
Nel 2020, l'etichetta discografica indipendente fondata da Zoda, la Yolown Label ha ripubblicato il brano in sotto forma di singolo.

## Il brano
Il brano vede la partecipazione dei rapper Scarlxrd e King OM, quest'ultimo aveva già collaborato con Zoda nel brano EGO.

## Video musicale
Per il brano è stato realizzato un video musicale, autoprodotto e diretto da Zoda stesso, reso disponibile in concomitanza col singolo sul canale del rapper.

## Tracce
1. No/Way – 4:45